# Gort
Gort (irl. Gort Inse Guaire) – miasto w południowo-zachodniej części hrabstwa Galway w prowincji Connacht w Irlandii. W 2011 roku liczba mieszkańców wynosiła 2644 osoby.